# Copa Chile Green Cross 1961
La Copa Chile Green Cross 1961 fue la 4º edición del clásico torneo de copa entre clubes de Chile y en el cual participaron clubes de Primera División, de Segunda División, del Campeonato Regional y equipos de selecciones comunales. Fue dirigido por la Asociación Central de Fútbol y finalizó con el enfrentamiento entre Santiago Wanderers y Universidad Católica, proclamándose el primero por segunda vez campeón del torneo.
Esta edición de la Copa Chile se llamó «Green Cross» en honor al recordado accidente aéreo conocido como la tragedia de Green Cross.

## Equipos participantes
Participaron 32 equipos en total: los 14 equipos de Primera División; 10 equipos de 12 de Segunda División (no participó Lister Rossel y no clasificó Universidad Técnica del Estado); la selección del Campeonato Regional de la Zona Central; 2 equipos del Campeonato Regional; y 5 selecciones comunales.
| División                               | Número de equipos |
| -------------------------------------- | ----------------- |
| Primera División                       | 14                |
| Segunda División                       | 10                |
| Campeonato Regional de la Zona Central | 1                 |
| Campeonato Regional                    | 2                 |
| Selecciones comunales                  | 5                 |

## Desarrollo

### Primera fase
| 1  | Ferrobádminton       | 4 - 2  | Ñublense                    | 1 - 1 | 3 - 1 |
| 2  | Naval                | 6 - 14 | Colo-Colo                   | 4 - 7 | 2 - 7 |
| 3  | Unión La Calera      | 3 - 2  | Magallanes                  | 1 - 1 | 2 - 1 |
| 4  | Selección de Iquique | 2 - 4  | Deportes La Serena          | 2 - 1 | 0 - 3 |
| 5  | Unión Española       | 6 - 1  | Selección de Antofagasta    | 4 - 0 | 2 - 1 |
| 6  | Universidad de Chile | 4 - 0  | Trasandino                  | 1 - 0 | 3 - 0 |
| 7  | Santiago Morning     | 11 - 8 | Colchagua                   | 4 - 6 | 7 - 2 |
| 8  | Federico Schwager    | 5 - 4  | Audax Italiano              | 3 - 3 | 2 - 1 |
| 9  | Rangers              | 3 - 3  | Selección de Temuco         | 1 - 3 | 2 - 0 |
| 10 | Coquimbo Unido       | 3 - 3  | Palestino                   | 2 - 2 | 1 - 1 |
| 11 | San Bernardo Central | 3 - 1  | San Luis                    | 2 - 1 | 1 - 0 |
| 12 | Santiago Wanderers   | 5 - 2  | Unión San Felipe            | 2 - 1 | 3 - 1 |
| 13 | Selección de Osorno  | 2 - 1  | Green Cross                 | 1 - 1 | 1 - 0 |
| 14 | Universidad Católica | 11 - 2 | Regional de la Zona Central | 3 - 1 | 8 - 1 |
| 15 | O'Higgins            | 7 - 2  | Iberia                      | 2 - 1 | 5 - 1 |
| 16 | Everton              | 13 - 0 | Selección de Copiapó        | 5 - 0 | 8 - 0 |

### Segunda fase
| [[]] de [[]], | Universidad de Chile | 4:0 | Unión Española | [[]], [[]]       |                  |
|               | [[]]                 |     | [[]]           | Árbitro(s): [[]] | Árbitro(s): [[]] |

| [[]] de [[]], | Santiago Wanderers | 2:1 | O'Higgins | [[]], [[]]       |                  |
|               | [[]]               |     | [[]]      | Árbitro(s): [[]] | Árbitro(s): [[]] |

| [[]] de [[]], | Unión Calera | 3:1 | Santiago Morning | [[]], [[]]       |                  |
|               | [[]]         |     | [[]]             | Árbitro(s): [[]] | Árbitro(s): [[]] |

| 23 de abril de 1961 | Universidad Católica | 1:0 | Colo-Colo | Estadio Independencia, Santiago |                            |
|                     | Mario Soto (76')     |     |           | Árbitro(s): Héctor Aeloiza      | Árbitro(s): Héctor Aeloiza |

| [[]] de [[]], | Ferrobádminton | 2:0 | Selección de Osorno | [[]], [[]]       |                  |
|               | [[]]           |     | [[]]                | Árbitro(s): [[]] | Árbitro(s): [[]] |

| [[]] de [[]], | Everton | 7:3 | Rangers | [[]], [[]]       |                  |
|               | [[]]    |     | [[]]    | Árbitro(s): [[]] | Árbitro(s): [[]] |

| [[]] de [[]], | Federico Schwager | 2:0 | San Bernardo Central | [[]], [[]]       |                  |
|               | [[]]              |     | [[]]                 | Árbitro(s): [[]] | Árbitro(s): [[]] |

| [[]] de [[]], | Deportes La Serena | 2:1 | Coquimbo Unido | Estadio La Portada, La Serena |                  |
|               | [[]]               |     | [[]]           | Árbitro(s): [[]]              | Árbitro(s): [[]] |

### Tercera fase
| [[]] de [[]], | Santiago Wanderers | 6:0 | Unión Calera | [[]], [[]]       |                  |
|               | [[]]               |     | [[]]         | Árbitro(s): [[]] | Árbitro(s): [[]] |

| [[]] de [[]], | Everton | 1:0 | Federico Schwager | [[]], [[]]       |                  |
|               | [[]]    |     | [[]]              | Árbitro(s): [[]] | Árbitro(s): [[]] |

| [[]] de [[]], | Universidad Católica | 2:0 | Ferrobádminton | [[]], [[]]       |                  |
|               | [[]]                 |     | [[]]           | Árbitro(s): [[]] | Árbitro(s): [[]] |

| [[]] de [[]], | Deportes La Serena | 4:2 | Universidad de Chile | [[]], [[]]       |                  |
|               | [[]]               |     | [[]]                 | Árbitro(s): [[]] | Árbitro(s): [[]] |

### Semifinales[1]
| 21 de mayo de 1961 | Everton          | 1:1 | Santiago Wanderers | Estadio El Tranque, Viña del Mar                       |                                                        |
|                    | Rómulo Betta 51' |     | Ricardo Díaz 4'    | Asistencia: 6.700 espectadores Árbitro(s): René Bulnes | Asistencia: 6.700 espectadores Árbitro(s): René Bulnes |

| 23 de mayo de 1961 | Everton           | 1:2 | Santiago Wanderers                     | Estadio Municipal de Valparaíso, Valparaíso                  |                                                              |
|                    | Jaime Alcaíno 50' |     | Ricardo Díaz 10' · Carlos Hoffmann 39' | Asistencia: 4.814 espectadores Árbitro(s): Sergio Bustamante | Asistencia: 4.814 espectadores Árbitro(s): Sergio Bustamante |

| 21 de mayo de 1961 | Deportes La Serena | 0:4 | Universidad Católica                                                            | Estadio La Portada, La Serena                         |                                                       |
|                    |                    |     | Juan Nakwacki 25' · Véliz 62' (a.g.) · Ricardo Trigilli 84' · Osvaldo Pesce 89' | Asistencia: 5.854 espectadores Árbitro(s): Mario Gasc | Asistencia: 5.854 espectadores Árbitro(s): Mario Gasc |

## Final

### Partido de ida
|       | POR   | Miguel Nasur    |  |
|       | DEF   | Aldo Valentini  |  |
|       | DEF   | Manuel Canelo   |  |
|       | DEF   | Hugo Berly      |  |
|       | MED   | Jaime Salinas   |  |
|       | MED   | Jorge Dubost    |  |
|       | DEL   | Guillermo Díaz  |  |
|       | DEL   | José García     |  |
|       | DEL   | Armando Tobar   |  |
|       | DEL   | Ricardo Díaz    |  |
|       | DEL   | Carlos Hoffmann |  |
| D. T. | D. T. | José Pérez      |  |

|       | POR   | Walter Behrends       |  |
|       | DEF   | Enrique Jorquera      |  |
|       | DEF   | Washington Villarroel |  |
|       | DEF   | Sergio Valdés         |  |
|       | MED   | Luis Olivares         |  |
|       | MED   | Hugo Rivera           |  |
|       | DEL   | Osvaldo Pesce         |  |
|       | DEL   | Francisco Molina      |  |
|       | DEL   | Mario Soto            |  |
|       | DEL   | Ricardo Trigilli      |  |
|       | DEL   | Orlando Ramírez       |  |
| D. T. | D. T. | Miguel Mocciola       |  |

| 49' | Carlos Hoffmann | 1-1 |

| 17' · 60' | Osvaldo Pesce | 0-1 1-2 |

| Principal | Lorenzo Cantillana |

|       | POR   | Miguel Nasur    |  |
|       | DEF   | Aldo Valentini  |  |
|       | DEF   | Manuel Canelo   |  |
|       | DEF   | Hugo Berly      |  |
|       | MED   | Jaime Salinas   |  |
|       | MED   | Jorge Dubost    |  |
|       | DEL   | Guillermo Díaz  |  |
|       | DEL   | José García     |  |
|       | DEL   | Armando Tobar   |  |
|       | DEL   | Ricardo Díaz    |  |
|       | DEL   | Carlos Hoffmann |  |
| D. T. | D. T. | José Pérez      |  |

|       | POR   | Walter Behrends       |  |
|       | DEF   | Enrique Jorquera      |  |
|       | DEF   | Washington Villarroel |  |
|       | DEF   | Sergio Valdés         |  |
|       | MED   | Luis Olivares         |  |
|       | MED   | Hugo Rivera           |  |
|       | DEL   | Osvaldo Pesce         |  |
|       | DEL   | Francisco Molina      |  |
|       | DEL   | Mario Soto            |  |
|       | DEL   | Ricardo Trigilli      |  |
|       | DEL   | Orlando Ramírez       |  |
| D. T. | D. T. | Miguel Mocciola       |  |

| 49' | Carlos Hoffmann | 1-1 |

| 17' · 60' | Osvaldo Pesce | 0-1 1-2 |

| Principal | Lorenzo Cantillana |

|       | POR   | Miguel Nasur    |  |
|       | DEF   | Aldo Valentini  |  |
|       | DEF   | Manuel Canelo   |  |
|       | DEF   | Hugo Berly      |  |
|       | MED   | Jaime Salinas   |  |
|       | MED   | Jorge Dubost    |  |
|       | DEL   | Guillermo Díaz  |  |
|       | DEL   | José García     |  |
|       | DEL   | Armando Tobar   |  |
|       | DEL   | Ricardo Díaz    |  |
|       | DEL   | Carlos Hoffmann |  |
| D. T. | D. T. | José Pérez      |  |

|       | POR   | Walter Behrends       |  |
|       | DEF   | Enrique Jorquera      |  |
|       | DEF   | Washington Villarroel |  |
|       | DEF   | Sergio Valdés         |  |
|       | MED   | Luis Olivares         |  |
|       | MED   | Hugo Rivera           |  |
|       | DEL   | Osvaldo Pesce         |  |
|       | DEL   | Francisco Molina      |  |
|       | DEL   | Mario Soto            |  |
|       | DEL   | Ricardo Trigilli      |  |
|       | DEL   | Orlando Ramírez       |  |
| D. T. | D. T. | Miguel Mocciola       |  |

| 49' | Carlos Hoffmann | 1-1 |

| 17' · 60' | Osvaldo Pesce | 0-1 1-2 |

| Principal | Lorenzo Cantillana |

|       | POR   | Miguel Nasur    |  |
|       | DEF   | Aldo Valentini  |  |
|       | DEF   | Manuel Canelo   |  |
|       | DEF   | Hugo Berly      |  |
|       | MED   | Jaime Salinas   |  |
|       | MED   | Jorge Dubost    |  |
|       | DEL   | Guillermo Díaz  |  |
|       | DEL   | José García     |  |
|       | DEL   | Armando Tobar   |  |
|       | DEL   | Ricardo Díaz    |  |
|       | DEL   | Carlos Hoffmann |  |
| D. T. | D. T. | José Pérez      |  |

|       | POR   | Walter Behrends       |  |
|       | DEF   | Enrique Jorquera      |  |
|       | DEF   | Washington Villarroel |  |
|       | DEF   | Sergio Valdés         |  |
|       | MED   | Luis Olivares         |  |
|       | MED   | Hugo Rivera           |  |
|       | DEL   | Osvaldo Pesce         |  |
|       | DEL   | Francisco Molina      |  |
|       | DEL   | Mario Soto            |  |
|       | DEL   | Ricardo Trigilli      |  |
|       | DEL   | Orlando Ramírez       |  |
| D. T. | D. T. | Miguel Mocciola       |  |

| 49' | Carlos Hoffmann | 1-1 |

| 17' · 60' | Osvaldo Pesce | 0-1 1-2 |

| Principal | Lorenzo Cantillana |

### Partido de vuelta
|       | POR   | Walter Behrends       |  |
|       | DEF   | Enrique Jorquera      |  |
|       | DEF   | Washington Villarroel |  |
|       | DEF   | Sergio Valdés         |  |
|       | MED   | Luis Olivares         |  |
|       | MED   | Hugo Rivera           |  |
|       | DEL   | Osvaldo Pesce         |  |
|       | DEL   | Juan Nakwacki         |  |
|       | DEL   | Mario Soto            |  |
|       | DEL   | Ricardo Trigilli      |  |
|       | DEL   | Alberto Fouillioux    |  |
| D. T. | D. T. | Miguel Mocciola       |  |

|       | POR   | Juan Olivares   |  |
|       | DEF   | Aldo Valentini  |  |
|       | DEF   | Raúl Sánchez    |  |
|       | DEF   | Hugo Berly      |  |
|       | MED   | Jaime Salinas   |  |
|       | MED   | Jorge Dubost    |  |
|       | DEL   | Eugenio Méndez  |  |
|       | DEL   | José García     |  |
|       | DEL   | Armando Tobar   |  |
|       | DEL   | Ricardo Díaz    |  |
|       | DEL   | Carlos Hoffmann |  |
| D. T. | D. T. | José Pérez      |  |

| Anotado · Anotado | Ricardo Diaz Carlos Hoffmann | 0-1 0-2 |

| Principal | Domingo Massaro |

|       | POR   | Walter Behrends       |  |
|       | DEF   | Enrique Jorquera      |  |
|       | DEF   | Washington Villarroel |  |
|       | DEF   | Sergio Valdés         |  |
|       | MED   | Luis Olivares         |  |
|       | MED   | Hugo Rivera           |  |
|       | DEL   | Osvaldo Pesce         |  |
|       | DEL   | Juan Nakwacki         |  |
|       | DEL   | Mario Soto            |  |
|       | DEL   | Ricardo Trigilli      |  |
|       | DEL   | Alberto Fouillioux    |  |
| D. T. | D. T. | Miguel Mocciola       |  |

|       | POR   | Juan Olivares   |  |
|       | DEF   | Aldo Valentini  |  |
|       | DEF   | Raúl Sánchez    |  |
|       | DEF   | Hugo Berly      |  |
|       | MED   | Jaime Salinas   |  |
|       | MED   | Jorge Dubost    |  |
|       | DEL   | Eugenio Méndez  |  |
|       | DEL   | José García     |  |
|       | DEL   | Armando Tobar   |  |
|       | DEL   | Ricardo Díaz    |  |
|       | DEL   | Carlos Hoffmann |  |
| D. T. | D. T. | José Pérez      |  |

| Anotado · Anotado | Ricardo Diaz Carlos Hoffmann | 0-1 0-2 |

| Principal | Domingo Massaro |

|       | POR   | Walter Behrends       |  |
|       | DEF   | Enrique Jorquera      |  |
|       | DEF   | Washington Villarroel |  |
|       | DEF   | Sergio Valdés         |  |
|       | MED   | Luis Olivares         |  |
|       | MED   | Hugo Rivera           |  |
|       | DEL   | Osvaldo Pesce         |  |
|       | DEL   | Juan Nakwacki         |  |
|       | DEL   | Mario Soto            |  |
|       | DEL   | Ricardo Trigilli      |  |
|       | DEL   | Alberto Fouillioux    |  |
| D. T. | D. T. | Miguel Mocciola       |  |

|       | POR   | Juan Olivares   |  |
|       | DEF   | Aldo Valentini  |  |
|       | DEF   | Raúl Sánchez    |  |
|       | DEF   | Hugo Berly      |  |
|       | MED   | Jaime Salinas   |  |
|       | MED   | Jorge Dubost    |  |
|       | DEL   | Eugenio Méndez  |  |
|       | DEL   | José García     |  |
|       | DEL   | Armando Tobar   |  |
|       | DEL   | Ricardo Díaz    |  |
|       | DEL   | Carlos Hoffmann |  |
| D. T. | D. T. | José Pérez      |  |

| Anotado · Anotado | Ricardo Diaz Carlos Hoffmann | 0-1 0-2 |

| Principal | Domingo Massaro |

|       | POR   | Walter Behrends       |  |
|       | DEF   | Enrique Jorquera      |  |
|       | DEF   | Washington Villarroel |  |
|       | DEF   | Sergio Valdés         |  |
|       | MED   | Luis Olivares         |  |
|       | MED   | Hugo Rivera           |  |
|       | DEL   | Osvaldo Pesce         |  |
|       | DEL   | Juan Nakwacki         |  |
|       | DEL   | Mario Soto            |  |
|       | DEL   | Ricardo Trigilli      |  |
|       | DEL   | Alberto Fouillioux    |  |
| D. T. | D. T. | Miguel Mocciola       |  |

|       | POR   | Juan Olivares   |  |
|       | DEF   | Aldo Valentini  |  |
|       | DEF   | Raúl Sánchez    |  |
|       | DEF   | Hugo Berly      |  |
|       | MED   | Jaime Salinas   |  |
|       | MED   | Jorge Dubost    |  |
|       | DEL   | Eugenio Méndez  |  |
|       | DEL   | José García     |  |
|       | DEL   | Armando Tobar   |  |
|       | DEL   | Ricardo Díaz    |  |
|       | DEL   | Carlos Hoffmann |  |
| D. T. | D. T. | José Pérez      |  |

| Anotado · Anotado | Ricardo Diaz Carlos Hoffmann | 0-1 0-2 |

| Principal | Domingo Massaro |

## Campeón
| Chile                        |
| Santiago Wanderers 2º título |